# Leslie Green (Philosoph)
Leslie Green (* 1956 in Bridge of Weir, Renfrewshire) ist ein britischer analytischer Rechtsphilosoph und Professor an der Oxford University, der einflussreiche Beiträge zum Rechtspositivismus erarbeitet hat.

## Leben und Werk
Green wurde in Schottland geboren und erhielt seine akademische Ausbildung an der kanadischen Queen’s University sowie dem Nuffield College in Oxford. Seine Ph.D.-Thesis unter Charles Taylor und Joseph Raz resultierte in der Monographie The Authority of the State (1988).
Leslie Green wurde 2006 zum Professor für Rechtsphilosophie an der Oxford University berufen, nebst Fellowship am Balliol College. Später wurde er der erste Pauline and Max Gordon Fellow am College (2010) und zeitgleich Teilzeit-Professor an der Queen’s University. Es folgten zahlreiche weitere Lehrtätigkeiten in den USA, Kanada, und Großbritannien sowie eine Professur an der McMaster University in Kanada.
Akademisch befasst sich Green vor allem mit Rechtsphilosophie, politischer Philosophie und damit verbundenen ethischen und rechtlichen Fragestellungen. Er verteidigt einen rechtspositivistischen Standpunkt, der zahlreiche als notwendig anzuerkennende Verbindungen zwischen Rechts- und Moralgefüge annimmt. Zugleich verneint Green die Idee, dass Gesetze unbedingt zu befolgen seien und vertritt liberale Positionen im Bereich der Sexualethik.

## Werke (Auswahl)
- The Authority of the State. Oxford: Clarendon Press, 1988. ISBN 0-19-824926-8.
- The Duty to Govern, in: Legal Theory, Bd. 13 (2007), Nr. 3–4, S. 165–185.
- Jurisprudence for Foxes, Oxford Legal Studies Research Paper Nr. 22/2012; SSRN.
- Law and Obligations, in: Jules Coleman, Scott Shapiro (Hgg.): The Oxford Handbook of Jurisprudence and Philosophy of Law, Clarendon Press, Oxford 2002, 514–547.